# Парфёнов, Анатолий Иванович
Анато́лий Ива́нович Парфёнов (17 ноября 1925 — 28 января 1993) — советский борец классического стиля, олимпийский чемпион 1956 года, заслуженный мастер спорта СССР (1955), заслуженный тренер СССР (1976). Участник Великой Отечественной войны.

## Биография

### Ранние годы
Родился в 1925 году в Подмосковье в деревне Дворниково (ныне входит в состав посёлка им. Цюрупы).
После окончания ремесленного училища в Воскресенске, работал слесарем на прядильно-ткацкой фабрике имени Цюрупы.

### В военные годы
2 октября 1942 года был призван в РККА, воевал пулемётчиком в составе 69-й гвардейской стрелковой дивизии.
6 октября 1943 года 208-й гвардейский стрелковый полк 69-й гвардейской стрелковой дивизии форсировал реку Днепр у посёлка Градижска. Несмотря на ураганный пулемётно-артиллерийский огонь, бойцы захватили безымянный остров на реке и устремились вброд на правый берег Днепра. Первыми на берег ворвались бойцы офицера Требухина из 5-й стрелковой роты: гвардии красноармейцы Цыганов с красным флагом в руках, Земляков, Фатхиеламов, Кудров, Парфёнов и Иваникин. Сбив боевое охранение немцев и водрузив на холме красный флаг, бойцы устремились в атаку. За этот эпизод был представлен к ордену Ленина, получил его только после войны. Был дважды ранен. В результате ранения в руку у него плохо сгибался локтевой сустав, так, что впоследствии он не мог самостоятельно расстегнуть ворот у сорочки.
После излечения от ранений и прохождения курсов стал механиком-водителем на Т-34 в 108-й танковой бригаде.
Демобилизовался в 1946 году, продолжил работу слесарем.

### Спортивная карьера
Борьбой начал заниматься только по прошествии времени после войны в 1951 году, случайно. Уже через три месяца занял третье место на первенстве Москвы. Через три года он выиграл чемпионат СССР и стал мастером спорта.

По воспоминаниям борцов: 
Силищей он обладал неимоверной, боролся в ломовом стиле, который внешне выглядел грубовато, но приносил победы
Николай Балбошин, ученик Анатолия Парфёнова отметил, что:
- Анатолий Иванович Парфенов обладал огромной физической силой, технику его острой назвать было нельзя, зато захваты были железные. А еще были у него свои коронные приемы в партере: борьба на ключах, в захватах «полунельсоном», «обоюдным нельсоном». В этом деле у него не было равных. Когда я оказался в «Динамо», мне было 19, а ему уже 44. И то я почувствовал всю силу его захватов. Это были какие-то чудовищные медвежьи объятия. Вырваться из них было очень сложно. Простоять в захвате с ним 5-10 секунд считалось почетно. Простоять минуту - чем-то нереальным.
По свидетельству Александра Иваницкого, чемпиона Олимпийских игр 1964 года, Анатолий Парфёнов был физически сильнее знаменитого Александра Карелина.
На летних Олимпийских играх 1956 года в Мельбурне боролся в весовой категории свыше 87 килограммов (тяжёлый вес). В схватках:
- в первом круге выиграл решением судей со счётом 2-1 у Вильфрида Дитриха (Германия), не проведя засчитанных действий;
- во втором круге проиграл по решению судей со счётом 3-0 Бертилю Антонссону (Швеция), также без каких-либо засчитанных действий со стороны соперника;
- в третьем круге выиграл ввиду неявки соперника Юсеин Мехмедов, (Болгария);
- в четвёртом круге не участвовал;
- в пятом круге выиграл решением судей со счётом 3-0 у Адельмо Булгарелли (Италия) и за счёт того, что в личной встрече победил Вильфрида Дитриха (имеющего равное количество штрафных очков) стал чемпионом Олимпийских игр[7]. Дитрих же выиграл серебро — первую в карьере из рекордных для борцов 5 олимпийских наград.

Чемпион СССР 1954 и 1957 годов.
После окончания спортивной карьеры в 1964 году приступил к тренерской деятельности. Среди его воспитанников знаменитый борец Николай Балбошин.
Член КПСС с 1965 года. В 1967 году окончил Московский государственный институт физической культуры.
Снялся в эпизодической роли гестаповца в телесериале «Семнадцать мгновений весны».
В 1985 году вместе с Кристианом Палусалу, Йоханнесом Коткасом и Аугустом Энгласом снялся в документальном фильме «Jaht» («Охота»).
Умер в 1993 году в Москве от инсульта. Похоронен на кладбище деревни Марьинка Воскресенского района (Московская область).

## Награды и звания
- орден Ленина (22 февраля 1944)
- орден Отечественной войны I степени
- орден Отечественной войны II степени
- два ордена «Знак Почёта» (27.04.1957 — «за успехи, достигнутые в деле развития массового физкультурного движения в стране, повышения мастерства советских спортсменов, и успешное выступление на международных соревнованиях»; 1976)
- медали

## Память
- Именем борца названа малая планета, значащаяся в международном каталоге малых планет за номером 7913 и имеющая предварительное обозначение 1978 ТУ8.
- В честь борца в Москве проводится международный турнир Мемориал «Богатырские игры» памяти Анатолия Парфёнова.[9]
- В городе Бор Нижегородской области проводится Всероссийский турнир по греко-римской борьбе «Кубок России среди кадетов, посвященный памяти олимпийского чемпиона, заслуженного мастера спорта А. И. Парфенова».[10]
- В Воскресенске проводится традиционный районный турнир по дзюдо среди юношей до 17 лет, посвящённый памяти олимпийского чемпиона А. И. Парфёнова.[11]

## Видео
Анатолий Парфёнов (1925—1993)